# Джубрена
Джубрена (или Гюбрена) е река в Западна България, Софийска област, община Самоков и Област Кюстендил, общини Сапарева баня и Дупница, десен приток на река Джерман. Дължината ѝ е 25 км. Отводнява най-северните склонове на Белчинска планина в Северозападна Рила, югозападните склонове на Верила и източната част на Дупнишката котловина.
Река Джубрена извира на 1250 мн.в. в Белчинска планина (Северозападна Рила), на 1,6 км югозападно от село Клисура, община Самоков. До изхода си от планината протича в много дълбока и силно залесена долина, първите 2 км на север, а след това на запад. В този си участък служи за граница между планините Рила на юг и Верила на север. Северно от село Сапарево навлиза в източната част на Дупнишката котловина, т.нар. Горно Дупнишко поле, като долината ѝ става широка и плитка. Влива се отдясно в река Джерман от басейна на Струма, на 523 м н.в., в северната част на град Дупница.
Площта на водосборния басейн на реката е 254 км2, което представлява 33,1% от водосборния басейн на река Джерман.
Основни притоци: → ляв приток, ← десен приток
- → Сапаревска река
- ← Шарбан
- ← Семчин
- ← Тополница (най-голям приток)

Река Джубрена е с преобладаващо дъждовно-снежно подхранване с пролетно пълноводие (март-юни) и лятно маловодие (юли-септември).
По течението на реката в Община Дупница са разположени 3 села: Крайници, Червен брег и Яхиново.
В Дупнишката котловина водите на реката се използват за напояване.
По долината на реката преминава участък от 2,2 км от разклона за село Сапарево до село Клисура от второкласния републикански път II-62 Кюстендил — Дупница — Самоков.

## Топографска карта
- Лист от карта K-34-59. Мащаб: 1 : 100 000.
- Лист от карта K-34-71. Мащаб: 1 : 100 000.